# День оружейника
День оружейника — профессиональный праздник работников российской оборонной промышленности, отмечается 19 сентября ежегодно начиная с 2012 года. Установлен указом президента Российской Федерации от 3 декабря 2011 года № 1578 «Об установлении Дня оружейника».
Дата празднования 19 сентября выбрана в честь дня почитания православной церковью архангела Михаила, как покровителя небесного воинства.